# Externalidades

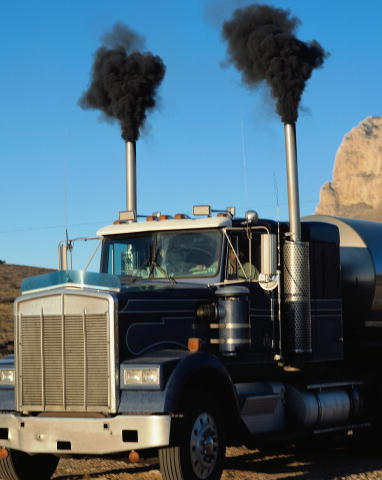
A poluição atmosférica gerada por veículos automotores é um exemplo de externalidade negativa. Os custos da poluição do ar não são compensados por nenhum produtor ou consumidor deste tipo de veículo.

Em economia, externalidades ou exterioridades são os efeitos colaterais de uma decisão sobre aqueles que não participaram dela. Existe uma externalidade quando há consequências para terceiros que não são levadas em conta por quem toma a decisão.
Geralmente, refere-se à produção ou consumo de bens ou serviços sobre terceiros, que não estão diretamente envolvidos com a atividade. Ela pode ter natureza negativa, quando gera custos para os demais agentes (poluição atmosférica, de recursos hídricos, poluição sonora, sinistralidade rodoviária, congestionamento, etc.), ou natureza positiva, quando os demais agentes, involuntariamente, se beneficiam (por exemplo, investimentos privados em infra-estrutura e tecnologia, ou investigação).
O conceito de externalidade foi desenvolvido pela primeira vez pelo economista Arthur Pigou na década de 1920.  O exemplo prototípico de uma externalidade negativa é a poluição ambiental. Pigou argumentou que um imposto (mais tarde denominado "imposto pigouviano") sobre as externalidades negativas poderia ser usado para reduzir sua incidência a um nível eficiente. Pensadores subsequentes debateram sobre se é preferível tributar ou regular as externalidades negativas, qual o nível otimamente eficiente da tributação pigouviana e quais fatores causam ou exacerbam as externalidades negativas, e como fornecer aos investidores em corporações responsabilidade limitada para danos cometidos pela corporação.

## História
Dois economistas britânicos são creditados por terem iniciado o estudo formal das externalidades, ou "efeitos colaterais": Henry Sidgwick (1838-1900) é creditado com a primeira articulação, e Arthur C. Pigou (1877-1959) é creditado com a formalização do conceito de externalidades.

## As externalidades numa ótica de mercado
Ronald Coase argumentou que as externalidades existem devido a ausência de um mercado e de direitos de propriedade bem definidos. Por exemplo, no caso de poluição d'água, dado que nem a indústria nem a comunidade detêm a água que está sendo poluída, não há um mercado no qual negociar-se a água disputada. Caso houvesse, os agentes envolvidos estariam dispostos a negociar um acordo eficiente, quer dizer, a poluição teria um preço. Internalizar essa externalidade significa incluir os custos causados pela poluição ao calcular-se o total resultante de sua produção. Caso a indústria possuísse parte do rio e por consequência pudesse poluí-la, afetando a parte do rio pertencente à comunidade, ambos poderiam acordar a instalação de um filtro, ou senão processar a outra parte por danos a sua propriedade. O princípio usualmente adotado é o do "usuário pagador" (Brasil) ou "utilizador pagador" (Portugal), ou seja, quem polui, ou faz uso indireto da poluição, paga pelos custos externos causados a terceiros. Por tal trabalho, Coase recebeu o prêmio Nobel em economia em 1991.
Sendo assim, é possível que externalidades sejam superadas e eliminadas sem a presença do Estado, desde que os custos de transação sejam baixos. Entretanto, nem sempre isso ocorre. Por exemplo, um julgamento no caso de um processo pode ser longo e caro, e a instalação de um filtro pode afetar a produção da indústria de alguma outra forma. Sendo assim, há margem para o estado intervir em casos de externalidade, segundo Coase.

## Papel do Estado
Normalmente, autores defendem que cabe ao Estado criar ou estimular a instalação de atividades que constituam externalidades positivas (como a educação ou investigação), e impedir ou inibir a geração de externalidades negativas. Isto pode ser feito através de instrumentos tais como taxação e sanções legais ou, inversamente, renúncia fiscal e concessão de subsídios conforme o caso.
Alguns autores defendem que a informação assimétrica pode fazer com que uma externalidade não seja percebida, como seria o caso de produtos que produzem externalidades negativas em seus processos produtivos enquanto seus consumidores não o sabem, fazendo com que tomem decisões de compra que não seriam tomadas caso houvesse informação completa. Para superar esses problema, esquemas de certificação ambiental são opções eficientes[carece de fontes?] para que consumidores possam internalizar externalidades produzidas pelo seu consumo.
Outro problema ocorre no caso em que os consumidores possuem consciência das externalidades causadas à sociedade mas não se importam com estas, caso em que decidem manter o mesmo nível de consumo, não afetando o mercado daquele produto gerador de externalidades; um exemplo seria o consumo de um produto cuja produção afeta severamente a qualidade de vida em uma localidade distante da qual o produto é consumido, mesmo tendo total consciência das externalidades causadas os consumidores do produto não são diretamente afetados por estas e não alteram seu padrão de consumo.[carece de fontes?]

## Classificação
As externalidades podem surgir entre produtores, entre consumidores ou entre consumidores e produtores. As externalidades podem ser negativas quando a ação de uma parte impõe custos a outra, ou positivas quando a ação de uma parte beneficia outra.

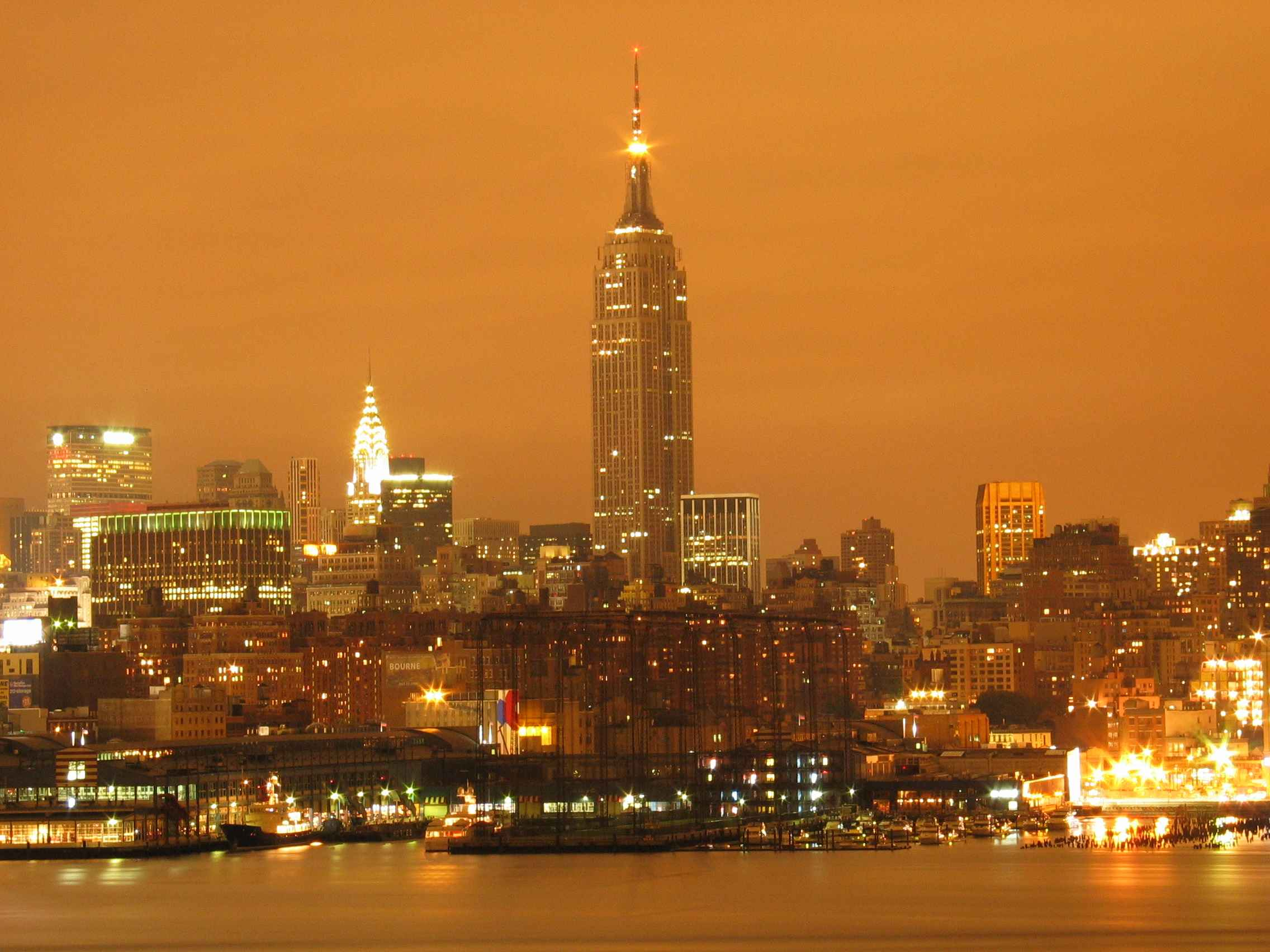
A poluição luminosa é um exemplo de externalidade porque o consumo da iluminação pública tem um efeito sobre os transeuntes que não é compensado pelos consumidores da iluminação.

|          | Consumo                             | Produção                             |
| Negativo | Externalidades negativas no consumo | Externalidades negativas na produção |
| Positivo | Externalidades positivas no consumo | Externalidades positivas na produção |

### Externalidades negativas
Uma externalidade negativa (também chamada de "custo externo" ou "deseconomia externa") é uma atividade econômica que impõe um efeito negativo a um terceiro não relacionado. Pode surgir tanto durante a produção quanto no consumo de um bem ou serviço. A poluição é denominada externalidade porque impõe custos às pessoas que são "externas" ao produtor e consumidor do produto poluente. Barry Commoner comentou sobre os custos das externalidades:
Claramente, compilamos um registro de falhas graves em recentes encontros tecnológicos com o meio ambiente. Em cada caso, a nova tecnologia foi colocada em uso antes que os perigos finais fossem conhecidos. Temos sido rápidos em colher os benefícios e lentos em compreender os custos.
Muitas externalidades negativas estão relacionadas às consequências ambientais da produção e do uso. O artigo sobre economia ambiental também aborda as externalidades e como elas podem ser tratadas no contexto das questões ambientais.
Exemplos de externalidades negativas de produção incluem:

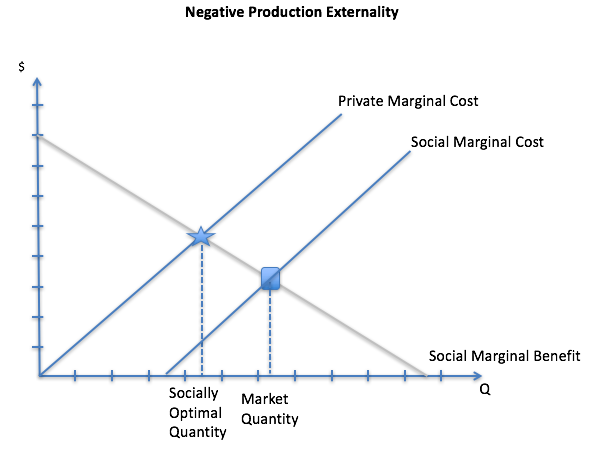
Externalidade negativa de produção

- Poluição do ar pela queima de combustíveis fósseis. Esta atividade causa prejuízos às culturas agrícolas, materiais e edifícios (históricos) e à saúde pública.[19][20]
- Mudança climática antropogênica como consequência das emissões de gases do efeito estufa da queima de combustíveis fósseis e da criação de gado. O Relatório Stern sobre a Economia da Mudança Climática afirma que "A mudança climática apresenta um desafio único para a economia: é o maior exemplo de falha de mercado que já vimos."[21]
- Poluição da água por indústrias que adicionam efluentes, o que prejudica plantas, animais e humanos. O uso de água do cultivo agrícola pode impor uma externalidade negativa aos cidadãos de municipalidades ou estados que são prejudicados pela diminuição da água.
- spam durante o envio de mensagens não solicitadas por e-mail.[22]
- Poluição sonora durante o processo de produção, que pode ser mental e psicologicamente perturbadora.
- Risco sistêmico: os riscos para a economia em geral decorrentes dos riscos que o sistema bancário assume. Uma condição de risco moral pode ocorrer na ausência de uma regulamentação bancária bem projetada,[23] ou na presença de uma regulamentação mal projetada.[24]
- Efeitos negativos da produção animal intensiva, incluindo "o aumento do pool de bactérias resistentes a antibióticos devido ao uso excessivo de antibióticos; problemas de qualidade do ar; a contaminação de rios, córregos e águas costeiras com resíduos animais concentrados; problemas de bem-estar animal, principalmente como resultado das baias extremamente próximas em que os animais estão alojados."[25][26]
- O esgotamento do estoque de peixes no oceano devido à sobrepesca. Este é um exemplo de recurso de propriedade comum, que é vulnerável à Tragédia dos comuns na ausência de governança ambiental adequada.
- Nos Estados Unidos, o custo de armazenamento de resíduos radioativos de usinas nucleares por mais de 1.000 anos (mais de 100.000 para alguns tipos de resíduos nucleares) está, em princípio, incluído no custo da eletricidade que a usina produz na forma de uma taxa pagos ao governo e mantidos em um superfundo de resíduos nucleares, embora grande parte desse fundo tenha sido gasto na montanha Yucca sem produzir uma solução. Por outro lado, os custos de gerenciamento dos riscos de descarte de produtos químicos a longo prazo, que podem permanecer perigosos em escalas de tempo semelhantes, não são comumente internalizados nos preços. A USEPA regula produtos químicos por períodos que variam de 100 anos a um máximo de 10.000 anos.
- O aumento do uso de antibióticos propaga o aumento de infecções resistentes aos antibióticos.
- O desenvolvimento de problemas de saúde, notadamente diabetes tipo II de início precoce e síndrome metabólica, como resultado do excesso de processamento de alimentos pelas empresas - principalmente a remoção de fibras e adição de açúcares.

Exemplos de externalidades negativas de consumo incluem:

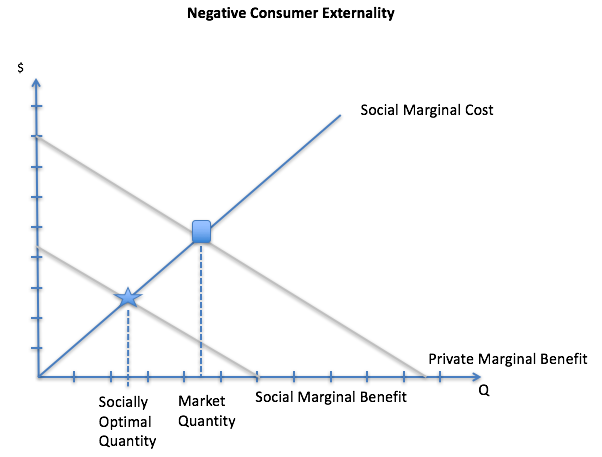
Externalidade negativa de consumo

- Poluição sonora: privação de sono devido a um vizinho ouvir música alta tarde da noite.
- Resistência aos antibióticos, causada pelo aumento do uso de antibióticos: os indivíduos não consideram esse custo de eficácia ao tomar decisões de uso. As políticas governamentais propostas para preservar a eficácia futura dos antibióticos incluem campanhas educacionais, regulamentação, impostos pigouvianos e patentes.
- Tabagismo passivo: custos compartilhados do declínio da saúde e vitalidade causados pelo fumo ou abuso de álcool. Aqui, o "custo" é o de prover um bem-estar social mínimo. Os economistas atribuem com mais frequência esse problema à categoria de riscos morais, a perspectiva de que as partes isoladas do risco possam se comportar de maneira diferente do que fariam se estivessem totalmente expostas ao risco. Por exemplo, indivíduos com seguro contra roubo de automóveis podem ser menos vigilantes quanto ao bloqueio de seus carros, porque as consequências negativas do roubo de automóveis são (parcialmente) arcadas pela seguradora.
- Congestionamento de tráfego: quando mais pessoas usam as vias públicas, os usuários da estrada experimentam custos de congestionamento, como mais espera no trânsito e tempos de viagem mais longos. O aumento dos usuários das estradas também aumenta a probabilidade de acidentes nas estradas.[27]
- Aumentos de preços: o consumo de bens por um consumidor além do fornecimento existente faz com que os preços subam e, portanto, piorem a situação de outros consumidores, talvez por prevenir, reduzir ou atrasar seu consumo. Esses efeitos são algumas vezes chamados de "externalidades pecuniárias" e se distinguem de "externalidades reais" ou "externalidades tecnológicas". As externalidades pecuniárias parecem ser externalidades, mas ocorrem dentro do mecanismo de mercado e não são consideradas uma fonte de falha ou ineficiência do mercado, embora ainda possam resultar em danos substanciais a terceiros.[28]
- Fumo passivo de cigarros ou maconha

### Externalidades positivas
Uma externalidade positiva (também chamada de "benefício externo" ou "economia externa" ou "externalidade benéfica") é o efeito positivo que uma atividade impõe a um terceiro não relacionado. Semelhante a uma externalidade negativa, ela pode surgir tanto do lado da produção quanto do lado do consumo.

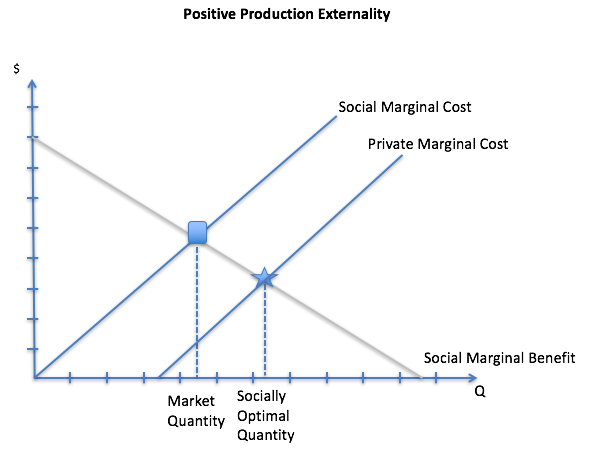
Externalidade positiva de produção

Uma externalidade de produção positiva ocorre quando a produção de uma empresa aumenta o bem-estar de outros, mas a empresa não é compensada por esses outros, enquanto uma externalidade de consumo positiva ocorre quando o consumo de um indivíduo beneficia outros, mas o indivíduo não é compensado por esses outros.

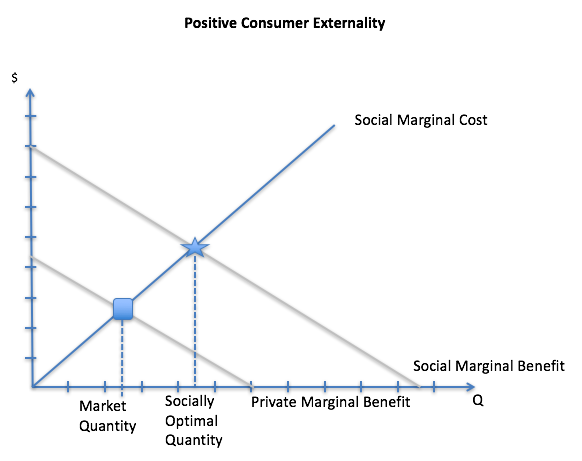
Externalidade positiva de consumo

Exemplos de externalidades de produção positivas:
- Um apicultor que cultiva abelhas para o mel. Um efeito colateral ou externalidade associada a tal atividade é a polinização das plantações vizinhas pelas abelhas. O valor gerado pela polinização pode ser mais importante do que o valor do mel colhido.
- O desenvolvimento corporativo de algum software livre (estudado principalmente por Jean Tirole e Steven Weber[31])
- Empresa industrial que oferece cursos de primeiros socorros aos funcionários para aumentar a segurança no trabalho. Isso também pode salvar vidas fora da fábrica.
- Edifícios históricos restaurados. Os visitantes gostam de visitar edifícios históricos. Preservar edifícios históricos fornece uma âncora para o passado, bem como um incentivo para o futuro.[32]
- Uma empresa estrangeira que demonstra tecnologias atualizadas para empresas locais e melhora sua produtividade.[33]

Exemplos de externalidades positivas de consumo incluem:
- Um indivíduo que mantém uma casa atraente pode conferir benefícios aos vizinhos na forma de aumento do valor de mercado de suas propriedades. Este é um exemplo de externalidade pecuniária, porque o transbordamento positivo é contabilizado nos preços de mercado. Nesse caso, os preços das casas na vizinhança aumentarão para corresponder ao aumento do valor do imóvel devido à manutenção de sua estética (por exemplo, cortando a grama, mantendo o lixo em ordem e pintando a casa).[34]
- Um indivíduo que recebe uma vacina para uma doença transmissível não apenas diminui a probabilidade de infecção do próprio indivíduo, mas também diminui a probabilidade de outras pessoas serem infectadas por meio do contato com o indivíduo. (Ver imunidade de rebanho)
- O aumento da educação dos indivíduos, pois pode levar a benefícios mais amplos para a sociedade, na forma de maior produtividade econômica, menor taxa de desemprego, maior mobilidade familiar e maiores taxas de participação política.[35]
- Um indivíduo que compra um produto que está interconectado em uma rede (por exemplo, um smartphone). Isso aumentará a utilidade de tais telefones para outras pessoas que possuem um celular com vídeo. Quando cada novo usuário de um produto aumenta o valor do mesmo produto pertencente a outros, o fenômeno é denominado externalidade de rede ou efeito de rede. As externalidades de rede costumam ter "pontos de inflexão " em que, de repente, o produto atinge aceitação geral e uso quase universal.
- Em uma área que não possui corpo de bombeiros público, os proprietários que adquirem serviços privados  proteção contra incêndio fornecem uma externalidade positiva às propriedades vizinhas, que correm menos risco de o incêndio do vizinho protegido se espalhar para sua casa (desprotegida).

A existência ou gestão de externalidades pode dar origem a conflitos políticos ou jurídicos.
Soluções coletivas ou políticas públicas são implementadas para regular as atividades com externalidades positivas ou negativas.

### Externalidades posicionais
Externalidades posicionais também são chamadas de externalidades pecuniárias. Essas externalidades “ocorrem quando novas compras alteram o contexto relevante dentro do qual um bem posicional existente é avaliado”. Robert H. Frank dá o seguinte exemplo:
se alguns candidatos a emprego começarem a usar ternos personalizados e caros, um efeito colateral de sua ação é que os outros candidatos ficam menos propensos a causar impressões favoráveis nos entrevistadores. Do ponto de vista de qualquer candidato a emprego, a melhor resposta pode ser igualar os gastos mais elevados dos outros, para que suas chances de conseguir o emprego não diminuam. Mas esse resultado pode ser ineficiente, pois quando todos gastam mais, a probabilidade de sucesso de cada candidato permanece inalterada. Todos podem concordar que alguma forma de restrição coletiva sobre os gastos seria útil."
Frank observa que tratar as externalidades posicionais como outras externalidades pode levar a uma "regulamentação econômica e social intrusiva". Ele argumenta, no entanto, que meios menos intrusivos e mais eficientes de "limitar os custos das cascatas de despesas" —isto é, o aumento hipotético dos gastos das famílias de renda média além de suas possibilidades "por causa de efeitos indiretos associados ao aumento de gastos dos melhores salários"—existem; um desses métodos é o imposto de renda pessoal.

### Externalidades inframarginais
O conceito de externalidades inframarginais foi introduzido por James Buchanan e Craig Stubblebine em 1962. As externalidades inframarginais diferem de outras externalidades porque não há benefício ou prejuízo para o consumidor marginal. Na margem relevante para o mercado, a externalidade não afeta o consumidor e não causa uma ineficiência de mercado. A externalidade afeta apenas na faixa inframarginal fora de onde o mercado está equilibrado. Esses tipos de externalidades não causam alocação ineficiente de recursos e não requerem ação política.